# سوپریا پاتاک
سوپریا پاتاک (انگلیسی: Supriya Pathak؛ زادهٔ ۷ ژانویهٔ ۱۹۶۱) هنرپیشه اهل کشور هند است. وی از سال ۱۹۸۱ میلادی تاکنون مشغول فعالیت بوده‌است. همسر او پانکاج کاپور از بازیگران سینمای هند است.
از فیلم‌هایی که وی در آن نقش داشته‌است می‌توان به بیدار شو سید اشاره کرد.

## جوایز
وی تاکنون برندهٔ جوایزی همچون جوایز فیلم‌فیر شده‌است.

## فیلم‌شناسی
فهرست برخی از فیلم‌هایی که سوپریا پاتاک در آنها به ایفای نقش پرداخته‌است:
- بیدار شو سید
- مذهب
- سرکار راج
- دروغ سفید
- خاکستر
- همه چی روبه راهه
- رقص گلوله‌ها: رام و لیلا
- بی‌گناه
- ادویه تند
- بابی جاسوس
- کسی که باید عاشقش باشم
- قاتلان هندوستان
- دین و قانون
- بی‌قرار
- عشق در هر فوت مربع
- برنده
- شب بنگالی
- میمی
- دلسوز
- مراسم خاکسپاری رامپراساد
- ساتیاپرم کی کاتا
- آواز
- بخشنده
- یورش ۲